# Vijay Kranti
Vijay Kranti (hindi : विजय क्रांति ; né en 1949) est un tibétologue, journaliste et photojournaliste indien associé à la cause tibétaine depuis plus de 40 ans. Il est rédacteur et fondateur du Tibbat Desh, un magazine bimensuel en hindi consacré au Tibet.

## Biographie
Vijay Kranti est issue d'une famille du Cachemire. Il a été journaliste à India Today, Zee TV et d'autres maisons de la presse indienne. À la suite d'un reportage pour Saprahik Hindustan en 1972, il a suivi la situation des Tibétains en exil en Inde et au Népal, ainsi le 14e dalaï-lama pendant près de 35 ans. Il s'est rendu à deux reprises au Tibet qu'il a photographié, et a réalisé une dizaine d'expositions en Inde, Suisse, Allemagne, Angleterre et Canada,. Il est l'auteur d'une biographie du 14e dalaï-lama. Son fils, Akshat Kranti, est également un photographe. En 2012, il est coorganisateur du Core Group for Tibetan Cause, un collectif d'associations indiennes de soutien au Tibet.